# ديكران كيومجيان
ديكران كيومجيان (ولد في عام 6 يونيو 1934) هو كاتب وناشر ومحرر ومؤرخ وأستاذ.

## حياته
ولد كيومجيان لأبوين أرمينيين في رومانيا في 6 يونيو 1934، في وقت ولادته، كان والديه يحملان بالفعل الجنسية الأمريكية، تابع كيومجيان دراسة التاريخ الثقافي الأوروبي في جامعة ويسكونسن، حصل على درجة الماجستير في الدراسات العربية في الجامعة الأمريكية في بيروت، حصل على دكتور في الفلسفة في الدراسات الأرمنية من جامعة كولومبيا في عام 1969 ليصبح أول شخص يفعل ذلك على الإطلاق، في عام 1977 تمت دعوته إلى فريسنو لإنشاء برنامج الدراسات الأرمنية في جامعة كال ستيت في فريسنو، أثناء تواجده في جامعة ولاية كاليفورنيا فريسنو ، أسس كيومجيان حي شرزهوم، وهي صحيفة طلابية أرمنية لا تزال تعمل حتى يومنا هذا.
الدكتور كويومجيان هو أستاذ هيج وإيزابيل بربريان للدراسات الأرمنية بجامعة ولاية كاليفورنيا، فريسنو، قام بالتدريس في العديد من الجامعات بما في ذلك كولومبيا والجامعة الأمريكية في القاهرة وجامعة هايجيان في بيروت والسوربون في باريس ، وعمل كأستاذ زائر للدراسات الأرمنية وليام سارويان بجامعة كاليفورنيا في بركلي عام 1996، في عام 1987 كان محاضرًا الأعلى مقامًا في اللغات والأدب الأجنبي في جامعة يريفان الحكومية في أرمينيا. كما شغل منصب مستشار لليونسكو، وقد نشر أكثر من ثلاثمائة مقالة والعديد من الكتب، وهو متزوج من أنجيل كابوان وهي باحثة وعالمة، أعلن اعتزاله في عام 2008 بعد 31 عامًا من الخدمة في جامعة ولاية كاليفورنيا، فريسنو.

## الجوائز والتكريمات
- الكاثوليك من جميع الأرمن كاريكين الثاني كرمت كيومجيان مع ميدالية القديس ساهاج ووسام القديس ميسروب.[1]
- 1986 - جامعة ولاية كاليفورنيا، فريسنو - جائزة الأستاذ البارز.[1]
- 1998 - جائزة بروفوست للتميز في البحث.[1]
- 1999-2000 - جائزة اللجنة الوطنية الأرمنية للوادي المركزي - جائزة رجل العام.[1]
- 1999 - فاي كابا فاي - باحث جامعي من السنة.[1]
- 2003 - رابطة الطلاب الأرمن الأمريكية - جائزة آرثر داديان للتراث الأرمني.[1]
- الكتاب التذكاري "بين باريس وفريسنو: دراسات أرمنية تكريما لديكران كويومجيان"، حرره بارلو دير موغدرشيان، نشرتها مازدا في عام 2008، تكريما لمهنة ديكران كويمجيان.[5]

## أعمال بارزة
- آرتساخ: حديقة الفنون والتقاليد الأرمنية - كاراباخ (2012).
- مكيتار (مخيطر)من العاني في صعود السلاجقة (1969).
- العناصر الصينية في الرسم المصغر للأرمن في الفترة المغولية (1986).
- فنون أرمينيا (1992).
- العمارة الأرمنية: معرض (1981).